# IBM 뮤직 피처 카드
IBM 뮤직 피처 카드(IBM Music Feature Card, 간단히 IBM에서는 IBM PC '뮤직 피처'라고 함)는 IBM MFC 또는 IMFC라고도 약칭하는 전문가 수준의 PC용 사운드 카드이며 8비트 ISA를 사용했다. 이 카드는 FM 합성을 통해 사운드와 음악을 생성하는 야마하 YM2164 칩을 사용했다.
1987년 IBM에 의해 소개되었으며 원래는 작곡가와 음악가를 대상으로 했다.
1980년대 후반, 사운드가 컴퓨터 게임의 표준이 되면서 비디오 게임 회사들은 자사 제품에 사운드 카드를 지원하기 시작했다. IBM 뮤직 피처 카드의 경우 시에라(Sierra)와 마이크로프로스(MicroProse)가 주요 지원사였다.
IBM 뮤직 피처 카드는 US$495 (equivalent to $1,130 in 2022),의 높은 소매 가격과 내부 LAPC-I(및 이에 상응하는 MT-32 외부 사운드 모듈)에 대한 롤랜드의 공격적이고 우수한 경쟁으로 인해 많은 관심을 끌지 못했다.

## 같이 보기
- IBM PC/AT
- 사운드 카드
- 시에라 엔터테인먼트
- MPU-401, 롤랜드 MT-32